# Weissia triumphans
Weissia triumphans är en bladmossart som beskrevs av M. O. Hill 1981 [1982. Weissia triumphans ingår i släktet krusmossor, och familjen Pottiaceae. Inga underarter finns listade i Catalogue of Life.